# Михайловське сільське поселення (Совєтський район)
Миха́йловське сільське поселення (рос. Михайловское сельское поселение) — муніципальне утворення у складі Совєтського району Марій Ел, Росія. Адміністративний центр — присілок Михайловка.

## Населення
Населення — 1115 осіб (2019, 1302 у 2010, 1301 у 2002).

## Склад
До складу поселення входять такі населені пункти:
| Населений пункт           | Населення, осіб (2002) | Населення, осіб (2010) |
| ------------------------- | ---------------------- | ---------------------- |
| Айметово, присілок        | 37                     | 22                     |
| Александровка, присілок   | 8                      | 15                     |
| Андрієвка, присілок       | 3                      | 2                      |
| Большенікольськ, присілок | 101                    | 102                    |
| Козьмодем'янськ, присілок | 7                      | 8                      |
| Малонікольськ, присілок   | 2                      | 0                      |
| Михайловка, присілок      | 935                    | 908                    |
| Ніколаєвка, присілок      | 0                      | 0                      |
| Нуженер, присілок         | 45                     | 46                     |
| Нуж'ял, присілок          | 77                     | 120                    |
| Озамбай, присілок         | 21                     | 15                     |
| Отари, присілок           | 21                     | 28                     |
| Пахомово, присілок        | 0                      | 0                      |
| Покровськ, присілок       | 0                      | 0                      |
| Семеновка, присілок       | 0                      | 0                      |
| Спаський, присілок        | 25                     | 16                     |
| Чевернур, присілок        | 19                     | 20                     |